# 소리마치 야스하루
소리마치 야스하루(일본어: 反町 康治, 1964년 3월 8일 ~ )는 일본의 은퇴한 축구 선수이다.

## 구단 경력
1987년 일본 사커 리그의 전일본공수(요코하마 플뤼겔스)에 입단했다. 1989년에 일본 사커 리그 준우승, 1993년에 J리그컵 우승을 차지했다. 1993년까지 131경기에 출전하여, 26득점을 넣었다. 1994년 벨마레 히라쓰카로 이적했다. 1997년후 현역 은퇴.

## 국가대표팀 경력
그는 1990년 다이너스티컵에 참가할 일본 국가대표팀에 발탁되었으며, 7월 27일 대한민국와의 경기에서 데뷔했다. 1990년 아시안 게임에도 출전했다. 그는 1991년까지 국제 A매치 통산 4경기에 출전했다.

## 통계
| 일본 | 일본 | 일본 |
| 연도 | 출전 | 득점 |
| ---- | ---- | ---- |
| 1990 | 2    | 0    |
| 1991 | 2    | 0    |
| 통산 | 4    | 0    |